# Anaxagorás
Anaxagorás (řecky Ἀναξαγόρας, žil asi 500 př. n. l. Klazomenai – 428 př. n. l. Lampsakos) byl řecký předsokratovský filozof, který patřil k tzv. iónské filozofické škole. Podle něj byl pojmenován kráter Anaxagoras na přivrácené straně Měsíce.

## Život
Anaxagorás pocházel z Klazomen v Malé Asii, na západním pobřeží dnešního Turecka, kde zřejmě vlastnil určitý majetek a kde byl také politicky činný. Ačkoli byl Řek, zřejmě sloužil v perské armádě, protože Klazomenai byly podrobeny během iónského povstání. Mezi lety 464 a 462 př. n. l. odchází do Athén, které se stávají střediskem řecké kultury; ve městě zůstává celých třicet let. Mezi jeho obdivovatele patřil i Perikles, některé prameny uvádějí, že mezi jeho žáky patřil Sókratés. Anaxagorás byl zatčen politickými oponenty svého přítele Perikla kvůli tomu, že se stavěl zavedeným náboženským principům. Byl donucen opustit Atény, odkud odešel nazpět do Lampsaku v Iónii, kde zemřel. Anaxagorova díla se nezachovala, jsou však známy fragmenty díla v díle filozofa 6. století Simplikia z Kilíkie.

## Kosmologická teorie
Podle Anaxagora všechno existuje od počátku. Původně existovaly nekonečně malé, bezpočetné a přitom kvalitativně odlišné pralátky, která nazývá σπέρματα (spermata, semena nebo zárodky věcí). Tato semena jsou taktéž dělitelná donekonečna, z nich posléze vznikají další jsoucna. Do tohoto světa vnáší pak uspořádání abstraktní rozumový a všemohoucí princip, který Anaxagorás označuje jako νοῦς nús (mysl, duch). Tento nús existuje pouze pro sebe, není smíšen s ostatními jsoucny a působí z jednotlivých částic krásný celek světa, kosmos. Anaxagorás je prvním filozofem, který tento princip do filozofie vnáší; Aristotelés, v jehož filozofii se nachází podobný princip prvotního hybatele, jej pro tento pojem označuje mezi presokratiky jako střízlivého mezi opilými.
Anaxagorás se snažil nalézt i mechanické příčiny fungování světa, popisuje např. Slunce jako žhnoucí kamennou masu. Tyto názory pak byly důvodem jeho obžaloby pro bezbožnost.